# Suimanga menut
El suimanga menut (Leptocoma minima) és un ocell de la família dels nectarínids (Nectariniidae).

## Hàbitat i distribució
Habita boscos i terres de conreu, als turons de l'oest i sud-oest de l'Índia.